# Jakob Herr
Jakob Herr (* 8. Januar 1867 in Weißkirchen; † 30. Mai 1950 in Frankfurt am Main) war ein deutscher römisch-katholischer Priester.

## Leben
Jakob Herr wurde als Sohn des Landwirts Kaspar Herr (* 28. November 1832 in Weißkirchen; † 13. März 1917 in Weißkirchen) und Elisabetha Herr, geb. Müller (* 5. Mai 1831 in Weißkirchen; † 12. März 1908 in Weißkirchen) in Weißkirchen geboren.
Nach dem Studium der Philosophie und Theologie in Bonn und Rom wurde Herr 1892 zum Priester geweiht und zunächst ab 1893 als Kaplan in Montabaur, ab 1894 in Wiesbaden eingesetzt. 1901 wurde er Pfarrer in Schlangenbad, von 1906 bis 1919 war er Regens und Professor am Limburger Priesterseminar, ab 1908 außerdem Diözesanpräses der katholischen Arbeitervereine der Diözese Limburg. Von 1919 bis zu seinem Tod 1950 war Herr Stadtpfarrer und bischöflicher Kommissar in Frankfurt am Main, ab 1921 hatte er den Titel eines Päpstlichen Geheimkämmerers, ab 1928 den eines Päpstlichen Hausprälaten, ab 1938 war er Apostolischer Protonotar.
Herr war Thomist und „Vernunftrepublikaner“. Er nahm als Stadtpfarrer an den Verfassungsfeiern in der Paulskirche teil und stand der linkskatholischen Rhein-Mainischen Volkszeitung (RMV), deren stellvertretender Aufsichtsratsvorsitzender er zugleich war, überwiegend positiv gegenüber. Während die RMV aber den Volksentscheid über die Fürstenabfindung unterstützte, vertrat Herr die ablehnende Haltung des deutschen Episkopats und veröffentlichte eine Fünf-Punkte-Erklärung, in der er erklärte, dass für Katholiken in schwierigen Fragen der Episkopat als Autorität zu gelten habe. Ebenfalls auf der Linie des Limburger Bischofs trat Herr auf lokaler Ebene gegen die Einrichtung einer Simultanakademie für die Lehrerausbildung ein.
Bis 1933 war Herr Mitglied der Zentrumspartei. 1942 wurde er von der Gestapo inhaftiert. Nach dem Ende der NS-Diktatur gehörte er zusammen mit Eugen Kogon, Walter Dirks, Ernst Beutler und anderen zu den Gründungsmitgliedern der Frankfurter CDU.